# 圣维克托拉科斯特
圣维克托拉科斯特（法語：Saint-Victor-la-Coste，法語發音：[sɛ̃ viktɔʁ la kɔst]）是法国加尔省的一个市镇，属于尼姆区。

## 地理
圣维克托拉科斯特（44°3'43"N, 4°38'32"E）面积26.64 平方千米，位于法国奧克西塔尼大區加尔省，该省份为法国南部沿海省份，南端濒地中海，北起顺时针与阿尔代什省、沃克吕兹省、罗讷河口省、埃罗省、阿韦龙省和洛泽尔省接壤。
与圣维克托拉科斯特接壤的市镇（或旧市镇、城区）包括：洛丹-拉杜瓦斯、利拉克、普济亚克、罗谢福尔迪加尔、圣洛朗德萨布尔、塔韦勒、瓦利吉耶尔、圣保罗莱丰。

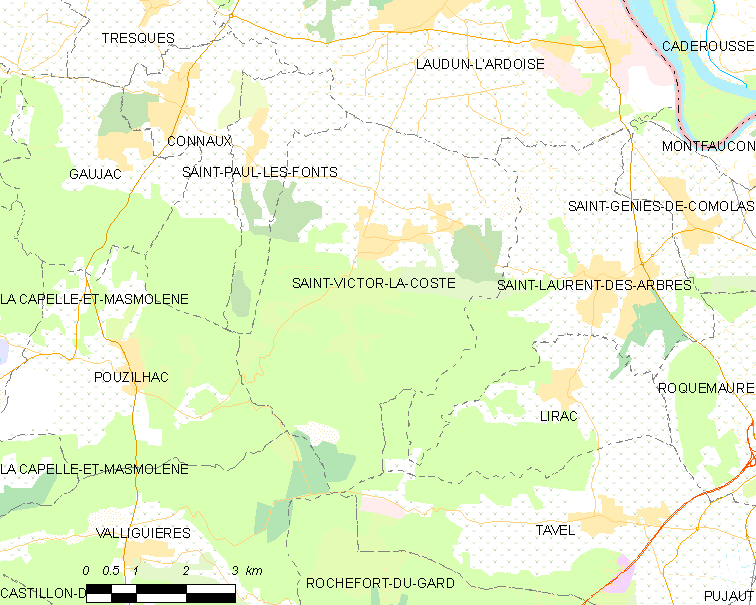
圣维克托拉科斯特的OSM定位图

圣维克托拉科斯特的时区为UTC+01:00、UTC+02:00（夏令时）。

## 行政
圣维克托拉科斯特的邮政编码为30290，INSEE市镇编码为30302。

## 政治
圣维克托拉科斯特所属的省级选区为罗克莫尔县。

## 人口

1962-2008年间圣维克托拉科斯特人口变化图示

圣维克托拉科斯特于2022年1月1日时的人口数量为2222人。